# Можжевельник бермудский
Можжеве́льник берму́дский (лат. Juníperus bermudiána) — вид растений рода Можжевельник (Juniperus) семейства Кипарисовые (Cupressaceae).

## Распространение
Встречается на Бермудских островах. Является эндемиком этих островов. Чуть не вымер после Второй мировой войны в результате завоза с материка вредителей-кокцид.

## Ботаническое описание
Деревья, как правило, небольшие; вырастает до 10—15 м.
Шишкоягоды до 0,5 см длиной и до 0,8 см шириной, почти круглые, тёмно-синие с восковым налётом.
Хвоя светло-зелёная.
Кора тонкая, серая.

## Значение и применение
Древесина дерева устойчива против гниения.
В посадках весьма декоративен.

## Таксономия
Вид Можжевельник бермудский входит в род Можжевельник (Juniperus) семейства Кипарисовые (Cupressaceae) порядка Сосновые (Pinales).
|  |                    |  |                                          |                                          |                       |  | ещё 6 семейств | ещё 6 семейств |                             |  |  |  | ещё от 50 до 67 видов |
|  |                    |  |                                          |                                          |                       |  | ещё 6 семейств | ещё 6 семейств |                             |  |  |  | ещё от 50 до 67 видов |
|  |                    |  |                                          | порядок Сосновые                         |                       |  |                |                | род Можжевельник            |  |  |  |                       |
|  |                    |  |                                          | порядок Сосновые                         |                       |  |                |                | род Можжевельник            |  |  |  |                       |
|  | отдел Голосеменные |  |                                          |                                          | семейство Кипарисовые |  |                |                | вид Можжевельник бермудский |  |  |  |                       |
|  | отдел Голосеменные |  |                                          |                                          | семейство Кипарисовые |  |                |                |                             |  |  |  |                       |
|  |                    |  | ещё 13—14 порядков голосеменных растений | ещё 13—14 порядков голосеменных растений |                       |  |                | ещё 10 родов   | ещё 10 родов                |  |  |  |                       |
|  |                    |  |                                          | ещё 13—14 порядков голосеменных растений |                       |  |                |                | ещё 10 родов                |  |  |  |                       |